# Банк Авангард
Публічне акціонерне товариство «Банк Авангард» — український банк зареєстрований НБУ в липні 2013. Компанія Westal Holding (Кіпр), що входить до групи Інвестиційний Капітал Україна (ICU), володіє 99,9902 % акцій банку Авангард, які вона купила в жовтні 2013 в компанії «Сектор-Т». 
З вересня 2013 по 17 червня 2014 Валерія Гонтарева займала посаду голови спостережної ради банку. 
В 2014 чисті активи банку зросли на 18 % до 441,4 млн. ₴ в основному за рахунок вкладів у цінні папери, призначені для продажу. Рентабельність активів склала 4 % (0,27 % на 31 грудня 2013).
Голова наглядової ради повідомив, що чистий прибуток банку за 2014 склав 14,4 млн. ₴.

## ICU BANK
На базі Банк Авангард створено онлайн нео-банк «ICU BANK», який надає послуги через мобільні додатки з Google Play та  App Store.Необанк є частиною групи ICU, та група заявляє що це відкриває клієнтам додаткові можливості завдяки синергії Банку та Брокера з нижчими комісіями та додатковими інвест-продуктами.